# Jean-François Boyer (évêque)
Pour les articles homonymes, voir Jean-François Boyer et Boyer.
Jean-François Boyer, né le 12 mars 1675 à Paris et mort le 20 août 1755 à Versailles, est un évêque français, surtout  connu  pour avoir été l’adversaire acharné des jansénistes et des Philosophes.

## Biographie
Il est prédicateur, évêque de Mirepoix de 1730 à 1736, précepteur du dauphin, fils de Louis XV et père de Louis XVI en 1735 et grand aumônier de la dauphine Marie-Josèphe en 1743. En 1743, il devint abbé commendataire de Abbaye de Corbie.
Il est élu membre de l’Académie française en 1736, de l’Académie des sciences en 1738 et de l’Académie des inscriptions et belles-lettres en 1741.
Il est nommé par le roi titulaire de la feuilles des Bénéfices qui lui donne pouvoir sur l’attribution des charges religieuses. À en croire Évelyne Lever, biographe de la favorite royale, à l’occasion de l’Année sainte (1750) le pape Benoît XIV le charge en vain de rompre la relation du roi avec la marquise de Pompadour.
Ennemi des jansénistes, il invente les « billets de confession », que les fidèles  doivent faire signer par un prêtre pour montrer qu’ils respectent la bulle Unigenitus du pape Clément XI et sans lesquels ils n’auront plus droit aux sacrements. Cette affaire suscite un tel tollé dans Paris que le parlement y met vite le holà. L’évêque de Mirepoix s’acharne aussi contre les philosophes. En 1743, il intrigue pour écarter Voltaire de l’Académie française, au moment où celui-ci brigue le fauteuil laissé vacant par le cardinal de Fleury. En 1751, il met le roi en garde contre les rédacteurs de l'Encyclopédie et manœuvre pour que leurs articles soient surveillés et soumis à la censure. Mais il ne parvient pas à son but, qui est de faire abolir cette vaste entreprise.
Voltaire, qui commenta également d’autres affaires auxquelles fut mêlé l’évêque, écrivit : « ...on est obligé d’avouer ici, avec toute la France, combien il est triste et honteux que cet homme si borné ait succédé aux Fénelon et aux Bossuet. » L’éloquence de Jean-François Boyer n’en a pas moins été appréciée par certains de ses contemporains, ce dont témoigne Charles Le Beau qui écrit : « ...il ne songe pas à charmer, mais à convertir ; au lieu de lui applaudir, on se condamne ; on l’oublie pour n’entendre que la voix de l’Évangile, dont il porte une forte teinture et dont il représente le naturel, le pathétique, l’insinuant, l’auguste et victorieuse simplicité. »